# Senator Schröder (Schiff, 1908)
Die Senator Schröder war ein deutscher Fischdampfer, der im Ersten und Zweiten Weltkrieg von der Kaiserlichen Marine bzw. der Kriegsmarine als Vorpostenboot eingesetzt wurde. Die Indienststellung war am 20. März 1908. Im April 1920 wurde er von KAPD-Angehörigen während des Ruhraufstands nach Russland entführt, um zwei Kuriere der Partei zu Lenin zu bringen.

## Einsatz im Ersten Weltkrieg
Die Senator Schröder wurde am 23. Dezember 1914 bei der Vorpostenflottille Flandern in Dienst gestellt. Aus ihrer Dienstzeit sind bislang keine Einzelheiten bekannt. Sie wurde am 10. Oktober 1918 als Blockschiff vor Ostende versenkt.

## Zwischenkriegszeit
Der Dampfer wurde 1919 gehoben, repariert und von der Cuxhavener Hochseefischerei A.G. erneut als Fischdampfer in Dienst gestellt. Am 21. April 1920 lief die Senator Schröder von Cuxhaven zu einer Fangreise nach Island aus. Das Besatzungsmitglied Hermann Knüfken hatte am Vortag zwei Funktionäre der KAPD, Franz Jung und Jan Appel, an Bord geschmuggelt, die als Kuriere nach Russland transportiert werden sollten.
Noch am Tag des Auslaufens übernahm Knüfken zusammen mit Jung und Appel sowie einigen sympathisierenden Besatzungsmitgliedern den Dampfer mit Waffengewalt und sperrten die Schiffsführung unter Kapitän Johannes Gewald ein. Den Entführern gelang es, die Senator Schröder um das Nordkap herum Richtung Murmansk zu navigieren. Sie traf am 30. April 1920 dicht vor der Murmanküste auf ein Kriegsschiff der Roten Arbeiter- und Bauernflotte. Mit Hilfe eines Lotsen lief sie am 1. Mai in den Fischereihafen von Alexandrowsk ein und verlegte noch am selben Tag nach Murmansk.
Das Schiff wurde ohne Wechsel der Mannschaft dem russischen Marinekommissar in Murmansk unterstellt. Zwei Wochen später, am 14. Mai, erhielt das Schiff den Auftrag, auf Fischfang zu gehen. Die verbliebene Besatzung nutzte die Gelegenheit, setzte sich ab und fuhr nach Tromsø, wo sie sich am 17. Mai beim deutschen Konsul meldete. Die in Russland festgesetzte Schiffsführung trat am 24. Juni ihre Rückreise nach Deutschland an.
Knüfken, nach dem inzwischen per Haftbefehl gefahndet wurde, wurde noch 1920 nach illegaler Rückkehr nach Deutschland verhaftet und 1921 wegen Meuterei und schweren Raubes vom Landgericht Hamburg zu einer fünfjährigen Freiheitsstrafe verurteilt, jedoch 1923 wieder entlassen.
Im Mai 1923 wurde die Senator Schröder unter dem neuen Namen Victoire in Belgien als Forschungsschiff in Dienst gestellt.

## Zweiter Weltkrieg und später
Am 4. Juni 1941 wurde sie als deutsche Kriegsbeute von der Kriegsmarine als Vorpostenboot V 427 (4. Vorpostenflottille) in Dienst gestellt, am 10. Oktober 1942 in V 1337 (13. Vorpostenflottille) und am 1. November 1944 in V 1419 (14. Vorpostenflottille) umbenannt. Sie wurde am 19. August 1945 vermutlich von belgischen Behörden an die Rederij Letzer in Antwerpen verkauft. Der weitere Verbleib ist unbekannt.